# Пјетрара (Рим)
Пјетрара је насеље у Италији у округу Рим, региону Лацио.
Према процени из 2011. у насељу је живело 261 становника. Насеље се налази на надморској висини од 138 м.